# Big Eden
Pour plus de détails, voir Fiche technique et Distribution.
Big Eden est un film américain réalisé par Thomas Bezucha, sorti en 2000.

## Synopsis
Henry Hart est un artiste contemporain new-yorkais qui connaît le succès. Un été, son amie Grace l'appelle depuis son village d'enfance : Sam, le grand-père de Henry, vient d'avoir une attaque. Passant outre son assistante Mary Margaret, Henry se sent moralement obligé d'aller aider son grand-père. Il prend alors l'avion pour Big Eden, dans le Montana.
Sur place, il reste pour s'occuper de Sam qui est invalide. Il n'a jamais caché son homosexualité, mais il lui faut revoir son béguin d'adolescence, Dean. Grace organise de l'aide pour préparer les repas de Sam et Henry. C'est d'abord la veuve Thayer qui cuisine, et l'épicier Pike Dexter livre et met la table. Mais ce dernier se rend compte que les plats sont peu appétissants. Il décide d'apprendre à cuisiner pour préparer lui-même de meilleurs repas pour Sam et Henry. Le timide Amérindien semble bien être tombé amoureux du peintre. Peu à peu, le village s'en rend compte et va essayer de l'aider à se rapprocher de Henry.

## Fiche technique
- Titre original : Big Eden
- Titre français : Big Eden - Un petit miracle
- Réalisation : Thomas Bezucha
- Scénario : Thomas Bezucha
- Photographie : Rob Sweeney
- Montage : Andrew London
- Musique : Joseph Conlan
- Producteur : Jennifer Chaiken et John D. Vaughan
- Société de production : Chaiken Films
- Sociétés de distribution : Wolfe Video
- Langues : anglais
- Format : Couleur - 1.85 : 1 - son Dolby Digital
- Genre : Comédie dramatique et romance
- Durée : 117 minutes
- Dates de sortie[2] :
  - 2000[Où ?]
  - États-Unis : 1er juin 2001

## Distribution
- Arye Gross : Henry Hart
- Eric Schweig : Pike Dexter
- Tim DeKay : Dean Stewart
- Louise Fletcher : Grace Cornwell
- Corinne Bohrer : Anna Rudolph
- George Coe : Sam Hart
- Nan Martin : veuve Thayer
- O'Neal Compton : Jim Soams
- Christopher Kendra : Bird
- Veanne Cox : Mary Margaret Bishop
- Cody Wayne Meixner : Ben Stewart

## Production

### Genèse
C'est le premier film du réalisateur canadien ouvertement homosexuel Thomas Bezucha, sur un scénario qu'il a écrit lui-même.

### Choix des acteurs
Les rôles principaux sont donnés à Arye Gross, surtout connu pour ses rôles à la télévision, et à Eric Schweig, rendu célèbre pour ses rôles dans les films Le Dernier des Mohicans et Les Amants du nouveau monde.
On retrouve dans ce film l'actrice Louise Fletcher, oscarisée pour son rôle dans le film Vol au-dessus d'un nid de coucous.

### Musique
En plus de la musique composée spécialement pour le film, la bande son reprend des chansons de musique country telles que Don't Let the Stars Get in Your Eyes et Achin', Breakin' Heart chantés par George Jones, A Thousand Miles from Nowhere et Send a Message to My Heart par Dwight Yoakam, Together Again chanté par Buck Owens, Take Me in Your Arms (And Hold Me) par les Railroad Earth et Carol Fox-Prescott, ou encore Welcome to My World par Jim Reeves.

### Tournage
Le film a été tourné à Whitefish (Montana), Apgar Village, Kalispell, Somers (Montana), Swan Lake (Montana), et au parc national de Glacier.

## Box-office
Recettes
- États-Unis ~ 512 451 $ US[2]

## Distinctions
Ce film a reçu plusieurs récompenses et une nomination.

### Récompenses
- L.A. Outfest
  - Prix du public pour le meilleur film en 2000
  - Grand prix du jury pour le meilleur acteur dans un long-métrage : Eric Schweig
- San Francisco International Lesbian & Gay Film Festival 
  - Prix du public pour le meilleur film en 2000
- Seattle Lesbian & Gay Film Festival
  - Prix du public en 2000
- Festival international du film de Cleveland
  - Meilleur film américain indépendant en 2000
  - Meilleur film
- Florida Film Festival
  - Prix du public pour le meilleur long-métrage de fiction en 2001
- Miami Gay and Lesbian Film Festival
  - Prix du public pour le meilleur film de fiction en 2001
- Toronto Inside Out Lesbian and Gay Film and Video Festival
  - Prix du public pour le meilleur film en 2001

### Nominations
- GLAAD Media Awards
  - Meilleur film en 2002